# Ozero Berezino
Ozero Berezino (ryska: Озеро Березино) är en sjö i Belarus.   Den ligger i voblasten Vitsebsks voblast, i den norra delen av landet, 220 km nordost om huvudstaden Minsk. Ozero Berezino ligger 146 meter över havet.
I omgivningarna runt Ozero Berezino växer i huvudsak blandskog. Runt Ozero Berezino är det ganska tätbefolkat, med 72 invånare per kvadratkilometer.